# 811-й отдельный разведывательный артиллерийский дивизион (1-го формирования)
811-й отдельный разведывательный артиллерийский Киевский дивизион Резерва Главного Командования — воинское формирование Вооружённых Сил СССР, принимавшее участие в Великой Отечественной войне (1 формирование).
Сокращённое наименование — 811-й орадн РГК.

## История
В действующей армии с 01.08.1942 по 05.06.1944.
В ходе Великой Отечественной войны вёл артиллерийскую разведку в интересах артиллерии соединений 60-й армии , 38-й армии Воронежского и 1-го Украинского и фронтов.
5 июня 1944 года в соответствии с приказом НКО СССР от 16 мая 1944 года №0019, директивы заместителя начальника Генерального штаба РККА от 22 мая 1944 г. №ОРГ-2/476 811-й орадн обращён на формирование 135-й пабр  38-я армии.

## Состав
до октября 1943 года
- Штаб
- Хозяйственная часть
- батарея звуковой разведки (БЗР)
- батарея топогеодезической разведки (БТР)
- взвод оптической разведки (ВЗОР)
- фотограмметрический взвод (ФГВ)
- хозяйственный взвод

с октября 1943 года
- Штаб
- Хозяйственная часть
- 1-я батарея звуковой разведки (1-я БЗР)
- 2-я батарея звуковой разведки (2-я БЗР)
- батарея топогеодезической разведки (БТР)
- взвод оптической разведки (ВЗОР)
- фотограмметрический взвод (ФГВ)
- хозяйственный взвод

## Подчинение
| Дата                | Фронт                | Армия      | Корпус | Дивизия | Бригада | Примечания |
| ------------------- | -------------------- | ---------- | ------ | ------- | ------- | ---------- |
| 1.08.42 -22.02.43г. | Воронежский фронт    | 60-я армия | -      | -       | -       | -          |
| 22.02.43 -20.10.43г | Воронежский фронт    | 38-я армия | -      | -       | -       | -          |
| 20.10.43-5.06. 44г. | 1-й Украинский фронт | 38-я армия | -      | -       | -       | -          |

## Командование дивизиона
Командир дивизиона
- капитан,  майор Голубов Николай Никитович
- гв. капитан, гв. майор Баринов Виктор Иванович

Начальник штаба дивизиона
- ст. лейтенант, капитан Ильин Виктор Иванович
- капитан Мелешко Георгий Митрофанович

Заместитель командира дивизиона по политической части
- капитан Мосийчук Иван Михайлович

Помощник начальника штаба дивизиона
- ст. лейтенант Даин-Рябчук Виктор Дмитриевич
- ст. лейтенант Цыганов Николай Иванович

Помощник командира дивизиона по снабжению
- лейтенант Карпов Александр Михайлович

## Командиры подразделений дивизиона
Командир  БЗР(до октября 1943 года)
- ст. лейтенант Даин-Рябчук Виктор Дмитриевич

Командир 1-й БЗР
- капитан Даин-Рябчук Виктор Дмитриевич

Командир 2-й БЗР
- ст. лейтенант Азрилевич Иосиф Израилович

Командир БТР
- лейтенант, ст. лейтенант Каган Михаил Семёнович

Командир ВЗОР
- ст. лейтенант Котельников Николай Дмитриевич
- ст. лейтенант Цыганов Николай Иванович

Командир ФГВ
- лейтенант Рощупкин Степан Яковлевич

## Награды и почётные наименования
| Награды и наименования         | дата         | за что получена |
| ------------------------------ | ------------ | --- |
| Почетное наименование Киевский | 6.11.1943 г. | присвоено приказом Верховного Главнокомандующего № 37 от 6 ноября 1943 года в ознаменование одержанной победы в боях за освобождение г. Киев. |